# Gazeta Polska Codziennie
Gazeta Polska Codziennie – ogólnopolski dziennik społeczno-polityczny wydawany od 9 września 2011 roku przez Forum SA. Tytuł związany jest, m.in. poprzez wydawcę z innymi periodykami: tygodnikiem „Gazeta Polska” i miesięcznikiem „Niezależna Gazeta Polska – Nowe Państwo”. Oficjalnym mottem gazety jest „Chcesz demokracji, patrz na ręce władzy”, a hasło na oficjalnej stronie głosi „Dziennik, który nie boi się władzy”.

## Przychody z reklam spółek skarbu państwa
W 2020 i 2021 wpływy z reklam spółek skarbu państwa stanowiły 29 proc. przychodów z reklam Gazety Polskiej Codziennie.

## Historia
W 2011 roku Tomasz Sakiewicz ogłosił plany wydawania dziennika o nazwie „Gazeta Polska Codziennie”, dla którego pracować miałaby połowa redakcji tygodnika „Gazety Polskiej” i który również byłby pismem o profilu prawicowo-konserwatywnym. Koszt pierwszego roku funkcjonowania gazety oszacowano na 10–20 mln zł. Według planów gazeta miała być adresowana do „40 proc. Polaków, którzy obecnie nie identyfikują się z żadną gazetą oraz tych, którzy obecnie kupują gazety drugiego wyboru”. Pierwszy numer dziennika ukazał się 9 września tego samego roku.
Początkowo gazeta nie posiadała swojej strony internetowej i opierała się na współpracy z portalem Niezalezna.pl. Aktualnie funkcjonuje już oficjalna strona, na której dostępne są materiały archiwalne.
Według analizy Instytutu Monitorowania Mediów za rok 2012 w kategorii „najbardziej opiniotwórcze portale internetowe” dziennik zajął 15. miejsce w kategorii „Najbardziej opiniotwórcze media” i 10. miejsce w kategorii „Najbardziej opiniotwórcze tytuły prasowe”.
6 lutego 2014 rozpoczęła działalność nowa odsłona oficjalnej strony dziennika.
9 września 2020 nastąpiła kolejna nowa odsłona oficjalnej strony dziennika www.gpcodzienie.pl

### Nakład i sprzedaż
Średni jednorazowy nakład gazety wyniósł w październiku 2011 roku ok. 149 tys. egz., a sprzedaż ok. 34 tys. egz. Średnia sprzedaż w pierwszym półroczu 2012 wynosiła ok. 27 tys przy nakładzie 100 tys. egzemplarzy.
W końcu 2012 r. GPC jako jedyny dziennik ogólnopolski odnotowała wzrost w porównaniu z końcem roku poprzedniego; jej średnia sprzedaż ogółem w grudniu 2012 roku wzrosła w stosunku do grudnia 2011 roku o 11,32 proc. i wyniosła 32 097 egz., o 3264 egzemplarzy więcej niż w roku poprzednim, zajmując siódme miejsce w rankingu sprzedaży.
Dostępna jest prenumerata zarówno miesięczna, jak i kwartalna dziennika – obie obejmują także bezpłatny dostęp do wydań archiwalnych.
Średni nakład jednorazowy (niebieski), całkowite rozpowszechnianie płatne (zielony)
Z końcem maja 2021 tytuł został wycofany przez wydawcę z audytu sprzedaży prowadzonego przez Polskie Badania Czytelnictwa (PBC).

## Zespół redakcyjny
Redaktorem naczelnym gazety jest Tomasz Sakiewicz, a jego zastępcą Katarzyna Gójska. Sekretarzem redakcji jest Katarzyna Rzuczkowska. Wśród autorów dziennika są m.in. Dorota Kania, Igor Szczęsnowicz, Anita Gargas, Ewa Stankiewicz, europoseł PiS Ryszard Czarnecki (przewodniczący Rady Nadzorczej spółki Forum S.A. wydającej GPC) oraz Joanna Lichocka, Jan Pospieszalski, Jacek Liziniewicz, Piotr Lisiewicz, Dawid Wildstein. Dziennik publikuje artykuły na temat polityki, polskiego społeczeństwa oraz katastrofy smoleńskiej. Kiedy tytuł wchodził na rynek prasowy w Polsce, redaktor naczelny określił profil dziennika jako „polityczno-plotkarski z dużym naciskiem na sport”.
Redakcja gazety mieści się w Warszawie przy ulicy Filtrowej.

## Inne informacje

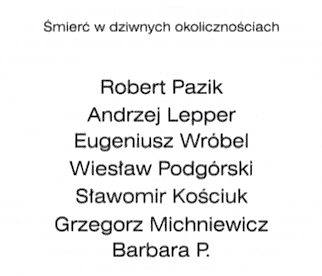
Fragment telewizyjnego spotu

We wrześniu 2011 stacje telewizyjne TVP, TVN i Polsat odmówiły emisji jednego ze spotów reklamowych gazety. Przedstawiono w nim listę osób publicznych, które według jego autorów „zginęły w dziwnych okolicznościach”, podsumowując ją słowami: „ani jednego śledztwa dziennikarskiego”. W spocie zawarto również stwierdzenie, że przedstawiciele władzy nawoływali do mordu z użyciem słów „dorżnąć” i „wypatroszyć”, nawiązując do wypowiedzi ministra Radosława Sikorskiego i posła Janusza Palikota. Według TVP spot zawierał elementy agitacji wyborczej (drugi ze spotów GPC zaakceptowała do emisji warunkowo). Nie zgodziła się z tym Helsińska Fundacja Praw Człowieka, która stwierdziła, że „odmowa TVP S.A. budzi również poważne zastrzeżenia w kontekście standardów wynikających z Europejskiej Konwencji Praw Człowieka”. Twórcy gazety oskarżyli TVP o cenzurę i zapowiedzieli zgłoszenie sprawy do prokuratury.
Ryszard Czarnecki stwierdził, iż gazeta w pierwszy dzień osiągnęła wielki sukces powołując się na wstępne, nieoficjalne wyniki sprzedaży w wielkości 120–150 tys. egzemplarzy opublikowanych przez wydawcę. Z kolei prof. Wiesław Godzic stwierdził, iż „nie wie, po co ta gazeta debiutuje”, że „jest to tytuł związany wyłącznie z wyborami”, a także, że „absolutnie nie wierzy w sprzedaż na poziomie 60 tys. egzemplarzy”. Sławomir Nowak skrytykował gazetę twierdząc, iż dziennik „jest dzisiaj słupem ogłoszeniowym jednej formacji politycznej”.
W październiku 2011 redaktor naczelny GPC Tomasz Sakiewicz stwierdził, że „grupa Rzeczpospolitej zajmuje się obecnie z niezwykłą zaciętością zwalczaniem Gazety Polskiej” oraz że „w mediach jest całkowity zakaz cytowania Codziennej”. Zasugerował również, że „pierwsze transporty [gazety] do wielu miejsc albo nie dotarły, albo je specjalnie opóźniono”.
We wrześniu 2013 Sąd Apelacyjny w Rzeszowie wydał prawomocny wyrok w trybie wyborczym, w którym uznał, że publikacja GPC o tym, jakoby poseł Kazimierz Ziobro należał do komunistycznej Polskiej Zjednoczonej Partii Robotniczej jest informacją nieprawdziwą, stanowiła naruszenie jego dóbr osobistych oraz nakazał jej sprostowanie i przeproszenie powoda. W październiku 2013 spółka Forum S.A. złożyła w Sądzie Apelacyjnym w Rzeszowie skargę o wznowienie postępowania, z uwagi na nowe okoliczności w postaci dokumentów będących w zasobie IPN, rzekomo potwierdzające przynależność posła do PZPR.
4 września 2018 gazeta usprawiedliwiła spoliczkowanie działaczki Komitetu Obrony Demokracji.